# 駐關島臺北經濟文化辦事處
駐關島臺北經濟文化辦事處（英語：Taipei Economic and Cultural Office in Guam，簡稱：TECO-Guam）是中華民國外交部在美國屬地關島的辦事處，為实质總领事馆层级。該辦事處領務轄區為關島以及北馬利亞納群島。2017年曾暫停運作，2020年恢復運作。

## 歷史
1991年5月20日，於關島首府亞加納設立「北美事務協調委員會駐關島辦事處」。
1994年9月7日，美國政府公布涉台相關新政策，同年年10月10日外交部遂將「北美事務協調委員會駐美國辦事處」正式更名為「駐美國臺北經濟文化代表處」，關島為其下駐館亦隨之更名為「駐關島臺北經濟文化辦事處」。
2017年8月31日，駐關島台北經濟文化辦事處暫停運作，由中華民國駐帛琉大使館兼轄。
2020年7月3日，因與美國關係升級為全球合作夥伴與考量太平洋戰略，中華民國外交部與美國協商後獲得同意恢復設置關島辦事處。2017年及2018年關島時任總督卡佛率團訪台期間，即當面向總統蔡英文表達期盼台灣駐關島辦事處重新運作，以強化雙邊觀光經貿交流。外交部表示，駐關島辦事處長為外交部國會事務辦公室副執行長陳盈連，陳曾派駐美國芝加哥與洛杉磯，熟悉對美事務。10月10日，舉行揭牌儀式與國慶酒會，由處長陳盈連、關島副總督譚里諾與議會議長穆緹娜共同主持，外交部長吳釗燮與關島總督古蕾露則透過預錄影片祝賀。新辦事處位於關島的經濟中心塔穆寧。